# Larry Hochman
Larry Hochman (* 21. November 1953 in Paterson/New Jersey) ist ein US-amerikanischer Komponist, Orchestrator und Arrangeur.

## Leben
Hochman studierte Musiktheorie und Komposition an der Manhattan School of Music, der Eastman School of Music und am Mannes College of Music. Zu seinen Lehrern zählten Joseph Schwantner, Benjamin Lees, Nicholas Flagello und Ludmila Ulehla.
Zwischen 1981 und 1998 komponierte und produzierte Hochman gemeinsam mit Larry Gates hunderte Werbespots für die Newfound Music Productions. Am Broadway wirkte er in seiner frühen Zeit als Pianist und Dirigent und achtzehn Shows mit, darunter Pippin, Godspell, Pacific Overtures und The Magic Show. Für die Orchestration von The Book of Mormon (mit Stephen Oremus) erhielt er einen Tony Award und einen Drama Desk Award. Nominationen für beide Preise erhielt er u. a. für  Monty Python’s Spamalot (2005), The Scottsboro Boys (2010), Something Rotten! (2015) und She Loves Me (2016). Für den Film orchestrierte er u. a. Marvin Hamlischs Musik zu The Informant! und Musik zu Lady and the Tramp 2 (Susi und Strolch 2: Kleine Strolche – Großes Abenteuer!), On the Wing und Dead of Winter.
Als Arrangeur arbeitete Hochman u. a. für Marvin Hamlisch, Michael Feinstein, Betty Buckley, Thomas Dolby, Amanda McBroom, Andre de Shields, Susan Lucci, das New York Philharmonic, das San Francisco Symphony, das Los Angeles Philharmonic und das Boston Pops Orchestra. Weiterhin arrangierte er u. a. Musik für Aufnahmen von Barbra Streisand, Mandy Patinkin, Audra McDonald, Brian Stokes Mitchell, Barry Manilow, Dawn Upshaw, Andrea Burns, Marin Mazzie & Jason Danieley, Kerry Butler, Laura Osnes, Lauren Kennedy und für die Alben Not the Messiah (von Eric Idle und John Du Prez), The Maury Yeston Songbook und Jean-Yves Thibaudets Reflections on Duke Ellington.
Für seine Kompositionen zur Serie The Wonder Pets! von Nickelodeon wurde Hochman mit fünf Emmy Awards ausgezeichnet. Er komponierte auch Musik zu Little Mermaid 2, zu zwei Episoden von Steven Spielbergs Amazing Stories, zu den Fernsehdokumentationen Views of a Vanishing Frontier und Yad Vashem und zu den Filmen Not for Publication, The Watchman und Alaska: Spirit of the Wild. Sein Song Rising Like the Sun (Text von Stephanie Madden) wurde bei der Feier der Jahrtausendwende in Washington aufgeführt.

## Weitere Kompositionen
- American Portraits for Orchestra
- Music for Cello and Woodwind Quartet
- Sonnet #2
- Music for Narrator and Chamber Ensemble
- 3 Dances for Chamber Orchestra
- Passacaglia for Flute, Cello and Piano
- Two Pieces for Clarinet and Piano
- Sonata for Violin
- Meditation for Solo Cello